# Setiling
Setiling is een bestuurslaag in het regentschap Centraal-Lombok van de provincie West-Nusa Tenggara, Indonesië. Setiling telt 6135 inwoners (volkstelling 2010).